# Brachirus muelleri
Brachirus muelleri es una especie de pez de la familia Soleidae en el orden de los Pleuronectiformes.

## Distribución geográfica
Se encuentran en desde las  costas de Sri Lanka hasta Samoa, Tonga, Filipinas y norte de Australia.